# René Berlingeri
René Berlingeri (ur. 15 października 1946) – portorykański strzelec, olimpijczyk. 
Startował na igrzyskach olimpijskich w 1976 roku (Montreal). Zajął 47. miejsce w skeecie ex aequo z Brytyjczykiem Brianem Hebditchem.

## Wyniki olimpijskie
| Igrzyska | Konkurencja | Wynik      | Miejsce | Źródło |
| -------- | ----------- | ---------- | ------- | ------ |
| IO 1976  | Skeet       | 184 punkty | 47T     | [ 1 ]  |